# New England Emigrant Aid Company
Die New England Emigrant Aid Company war eine Gesellschaft, die die Besiedlung des Kansas-Territoriums und später des US-Bundesstaates Kansas betrieb. Die Gesellschaft wurde durch Anteilsscheine finanziert, erwarb Land in Kansas und verkaufte es an Emigranten aus Europa. Die Gesellschaft sorgte außerdem für den Transport nach Kansas und eine erste Unterkunft in Hotels.

## Entstehung
Die Gesellschaft wurde 1854 unter dem Namen Massachusetts Emigrant Aid Company gegründet und 1855 in New England Emigrant Aid Company umbenannt. Gründer waren der Politiker Eli Thayer (Mitglied des US-Repräsentantenhauses 1857–61), Alexander H. Bullock (Richter, Gouverneur von Massachusetts 1866–69) und der Autor Edward Everett Hale. Die Finanzierung der Gesellschaft erfolgte durch den Verkauf von Anteilsscheinen zu 20 Dollar, womit ursprünglich 5 Millionen Dollar gesammelt werden sollten. Das Kapital erreichte aber nie mehr als 140.000 Dollar. Anlass der Gründung der Gesellschaft war die Öffnung des Kansas-Territoriums für Siedler durch den Kansas-Nebraska Act von 1854. Abolitionisten in Massachusetts wollten nun sicherstellen, dass Sklavereigegner die Mehrheit der Bewohner in Kansas ausmachten und beschlossen daher, die Ansiedlung von abolitionistisch eingestellten Emigranten aus Europa zu fördern, was für viele Deutsche zutraf. Andere Organisationen siedelten auch Deutsche in Kansas an, z. B. der Deutsche-Neusiedlungsverein, der die Stadt Eudora im Osten von Kansas gründete.

## Aktivitäten
Die erste Siedlergruppe umfasste 170 Siedler und erreichte Kansas City im Juli 1854, von wo sie weiter nach Westen reisten. Kurze Zeit später gründeten einige dieser Siedler an der Mündung des Wakarusa River in den Kansas River die Stadt Lawrence. Im Jahre 1855 kamen 900 Siedler durch die New England Emigrant Aid Company nach Kansas. Bis zum Ende der Hauptaktivitäten der Gesellschaft 1857 waren es ungefähr 2000 Siedler, also weniger als 10 Prozent der Gesamtbevölkerung des Kansas-Territoriums zu dieser Zeit.
Die New England Emigrant Aid Company existierte formell bis 1897, als sie ihr Vermögen an die University of Kansas überschrieb. Die Gesellschaft hatte zu diesem Zeitpunkt noch 400 Mitglieder und hatte auch ungefähr 1000 Immigranten in Florida angesiedelt. Die Gesellschaft war einflussreich durch die Ansiedlung von Sklavereigegnern und Gründungen der Städte Lawrence, Manhattan, Topeka und Osawatomie. Die Gesamtzahl der Angesiedelten blieb aber gering und die Gesellschaft war finanziell kein Erfolg.

## Spuren in Kansas
Neben den gegründeten Städten hinterließ die New England Emigrant Aid Company noch andere Spuren. In Lawrence befindet sich noch heute das von der Gesellschaft gebaute Free State Hotel (heute Eldridge Hotel) und die Stadt selbst erhielt ihren Namen vom Sekretär der Gesellschaft, Amos Adams Lawrence. In Lawrence befindet sich auch Mount Oread (der Hügel, der den Kern des Campus der University of Kansas beherbergt). Dieser Hügel ist nach dem College Oread Institute in Massachusetts benannt, das von dem bekannten Mäzen Amos Lawrence, dem Vater von Amos Adams Lawrence, gegründet wurde. Agenten der New England Emigrant Aid Company nahmen auch wichtige Positionen in Kansas ein, z. B. der erste Gouverneur (Charles L. Robinson), ein US-Senator (Samuel C. Pomeroy) und ein Abgeordneter im US-Repräsentantenhaus (Martin F. Conway).